# サンショクキムネオオハシ
サンショクキムネオオハシ (学名：Ramphastos sulfuratus) は、オオハシ科に分類される鳥の一種。色鮮やかな種であり、ベリーズの国鳥となっている。メキシコ南部からエクアドルにかけての熱帯地域のジャングルに生息する。果物、種子、昆虫、無脊椎動物、トカゲ、ヘビ、小鳥とその卵を食べる雑食性の種である。

## 分類
2亜種が知られている。
- Ramphastos sulfuratus sulfuratus Lesson, 1830 メキシコ南東部、ベリーズ、グアテマラ北部に分布
- Ramphastos sulfuratus brevicarinatus Gould, 1854 元は別種とされていた。グアテマラ南東部からコロンビア北部、ベネズエラ北西部に分布

## 形態
嘴を含めた全長は約42-55cmである。嘴は大きく色鮮やかで、その長さは12-15cmと、全長の約3分の1を占める。体重は通常約380-500gである。嘴は大きくて扱いにくいように見えるが、中はスポンジ状になっており、非常に軽くて硬いタンパク質であるケラチンで覆われている。
羽毛は主に黒色で、首と胸は黄色である。換羽は年に1回起こる。足は青く、尾の先端の羽毛は赤い。嘴は主に緑色で、先端は赤く、側面はオレンジ色である。
内趾と中趾が前を向き、後趾と外趾が後ろを向く。ほとんどの時間を木の上で過ごすため、この趾の構造により木の上で自由に移動することが出来る。

## 分布と生息地
メキシコ南部からベネズエラ、コロンビアにかけて分布する。標高1,900mまでの熱帯、亜熱帯、低地林の林冠に生息する。木の穴で暮らし、他の数羽の個体と一緒に過ごすことが多い。穴の中は非常に窮屈であり、寝ている間には体温を正常に保つため尾と嘴を体の下に折り込む。さらに穴の底は食べた果物の種子で覆われていることが多い。

## 生態と行動
多くのオオハシと同様に社会性が非常に高く、単独で見られることはめったにない。低地の熱帯雨林を6-12羽ほどの小さな群れで飛ぶ。ゆっくりと波打つように飛行し、羽ばたきは6回から10回と速く、次に嘴を前方に伸ばし、体を引っ張るかのように嘴を下げながら滑空する。飛行中は足を前方に引き上げる。飛行距離は通常短い。群れで生活し、木の穴に作った狭い巣穴を共有することがよくある。群れの中には家族構造がある。嘴を使って争いをしたり、果物を互いの口に投げ入れたりする。1羽が果物を空中に投げ、もう1羽がそれをキャッチする遊びを行う。

### 繁殖
雌は天然または作られた木の洞に1-4個の白い卵を産む。雌雄が交代で卵の世話をし、約15-20日で孵化する。孵化後は再び雌雄交代で雛に餌を与える。孵化したばかりの雛に羽毛は無く、約3週間は目を閉じている。雛は既に踵が発達しており、果実の殻などで覆われた巣の底での歩行を助ける。雛は嘴が完全に発達して巣立つ準備ができるまで、約8-9週間巣に留まる。

### 摂餌
バンレイシ科の Cymbopetalum mayanum やガンボリンボなどの様々な果物を主に食べるが、昆虫、卵、雛鳥、トカゲを食べることもある。器用な嘴により様々な果物を食べることができる。嘴を使って果物を切り裂き、頭を後ろに倒して丸呑みする。

## 人との関わり
ペットとして飼育されることもあるが、食事には多くの果物が必要であり鉄過剰症に弱い。生息地の喪失、ペット取引や肉を目的とした捕獲が脅威となっている。中程度の急速な個体数の減少に見舞われており、IUCNのレッドリストでは近危急種と評価されている。

## 画像

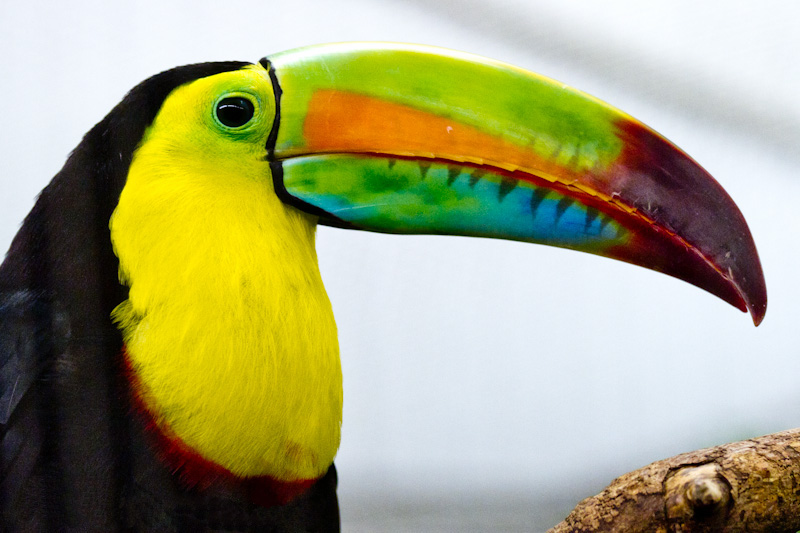
頭部
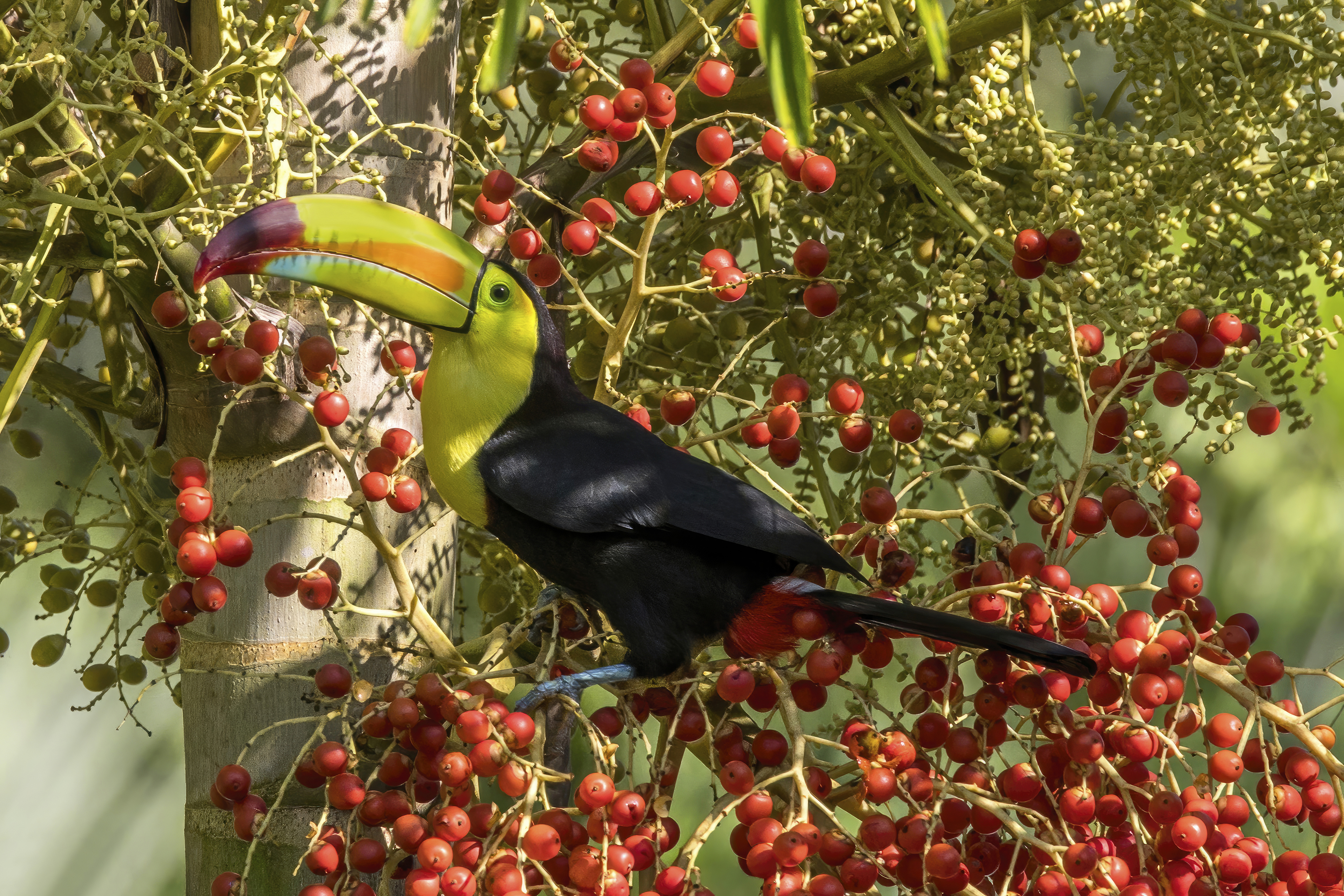
基亜種
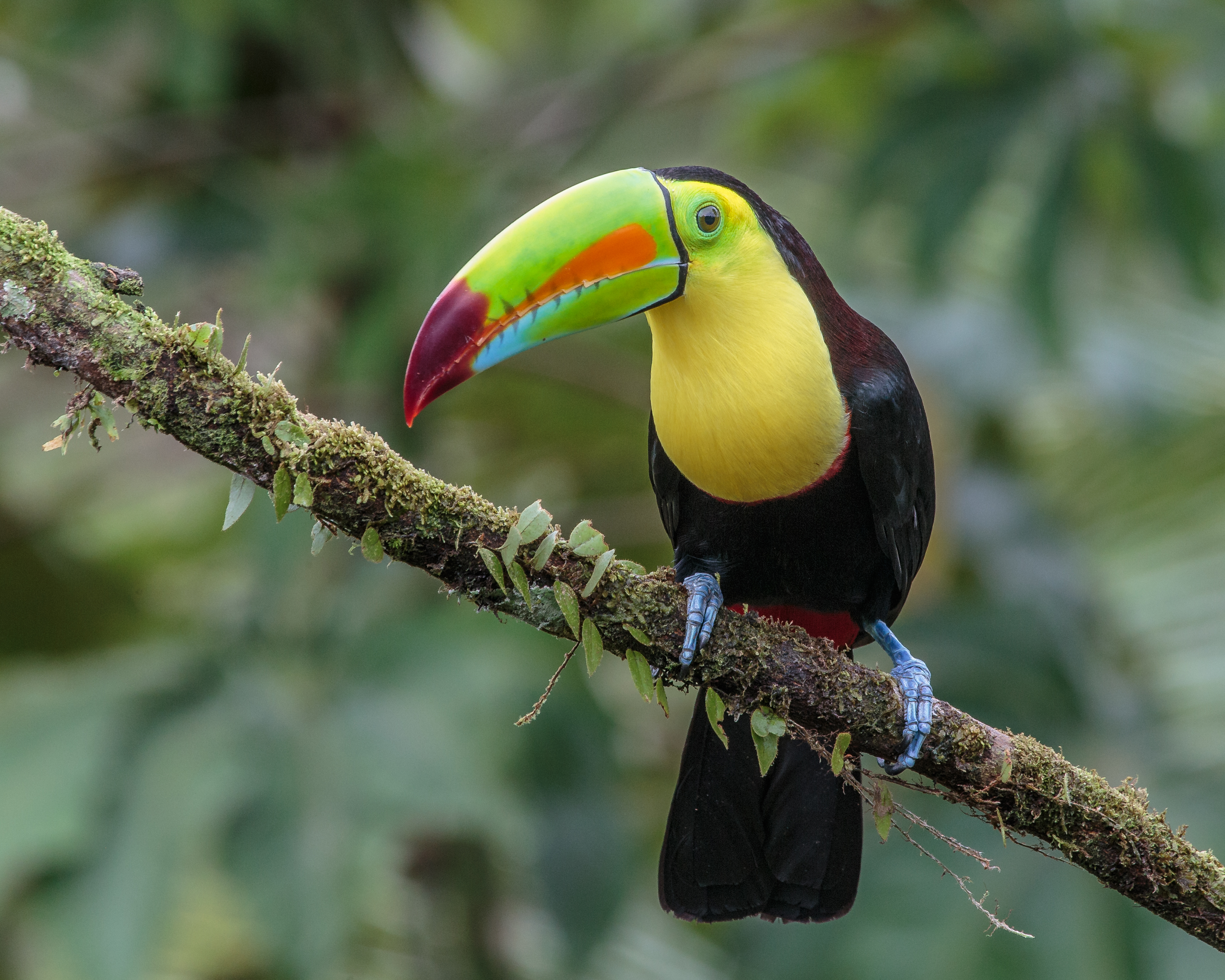
亜種 brevicarinatus
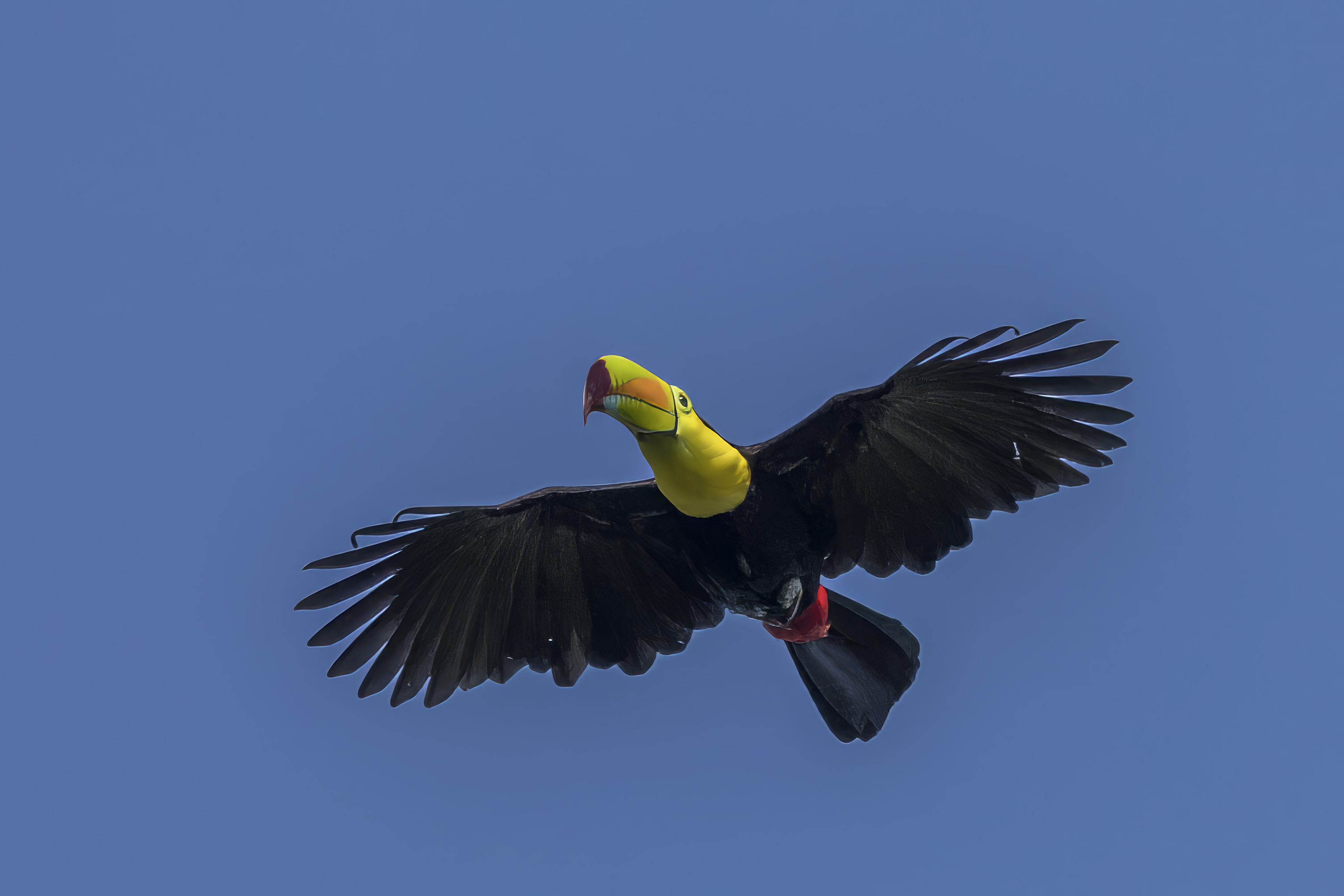
飛翔